# Morristown (Indiana)
Morristown is een plaats (town) in de Amerikaanse staat Indiana, en valt bestuurlijk gezien onder Shelby County.

## Demografie
Bij de volkstelling in 2000 werd het aantal inwoners vastgesteld op 1133.
In 2006 is het aantal inwoners door het United States Census Bureau geschat op 1257, een stijging van 124 (10,9%).

## Geografie
Volgens het United States Census Bureau beslaat de plaats een oppervlakte van
2,5 km², geheel bestaande uit land. Morristown ligt op ongeveer 254 m boven zeeniveau.

## Plaatsen in de nabije omgeving
De onderstaande figuur toont nabijgelegen plaatsen in een straal van 20 km rond Morristown.